# Trochosa hungarica
Trochosa hungarica este o specie de păianjeni din genul Trochosa, familia Lycosidae, descrisă de Herman, 1879.
Este endemică în Ungaria. Conform Catalogue of Life specia Trochosa hungarica nu are subspecii cunoscute.